# Šumatac
Šumatac är ett samhälle i Bosnien och Hercegovina.   Det ligger i entiteten Federationen Bosnien och Hercegovina, i den nordvästra delen av landet, 240 km nordväst om huvudstaden Sarajevo. Šumatac ligger 175 meter över havet och antalet invånare är 4 987.
Terrängen runt Šumatac är kuperad åt sydväst, men åt nordost är den platt. Šumatac ligger nere i en dal. Runt Šumatac är det ganska tätbefolkat, med 93 invånare per kvadratkilometer.. Närmaste större samhälle är Velika Kladuša, 10,5 km norr om Šumatac. 
Omgivningarna runt Šumatac är en mosaik av jordbruksmark och naturlig växtlighet.